# 本八幡bot
本八幡bot（もとやわたぼっと）は、本八幡駅周辺の情報を主にXにて発信するインフルエンサー。

## 概要
2014年2月から当時のツイッターにて投稿を開始。当初は本八幡のあるあるネタを投稿するアカウントとして始まった。まだ画像を掲載する機能がツイッターになかったため、文字情報での発信が中心だった。ツイッターの機能の充実とフォロワーの増加に伴い、新店の紹介やイベントの宣伝などを行うアカウントに発展していった。
アカウント運用開始から8年目の2021年8月8日、広告業の個人事業主として開業。2024年1月末でそれまで従事していた企業を退職し、本格的に事業化。

## 出身
市川市立百合台小学校、市川市立第三中学校、千葉県立国分高等学校を経て、明治大学法学部法律学科へと進学。卒業後はエンジニアとしてIT職に従事。

## エピソード
- 現在のXアカウントのIDは「@motoyawata__bot」であるが、当初はアンダーバーが一つだけの「@motoyawata_bot」を運用していた。ところが一斉フォローを行ったためにアカウントが凍結され、やむなく作り直した現在のIDで運用している。
- 第三中学校に入学した初日、昼休み後の掃除で廊下一面にワックスを撒いてしまい時間内に掃除が終わらず、担任と同級生を手伝わせたことがある。
- Xアカウント「千葉県本八幡市（公式）」とは高校の同級生。互いに過去の黒歴史を握り合っており、時折X上での牽制にも使われる。
- 高校生の頃、ニッケコルトンプラザのミスタードーナツがコーヒーおかわり何杯でも無料キャンペーンを実施しており、20杯おかわりして体調を崩したことがある。
- 「偽八幡bot」「昼八幡bot」「週末八幡bot」などの派生アカウントが存在する。最盛期では30近い派生アカウントが存在していた。
- 「本八幡botの妹」アカウントが存在していた時期がある。本八幡botの実の妹が運用しており、時折気まぐれに本八幡botの個人情報をバラまいていた。
- 会社の後輩男子が市川市に引っ越してきた際に新居があまりにも荒れており、蜘蛛の駆除のためだけに国分まで呼び出されたことがある。
- たまに差出人不明の宗教の教えを説いた手書きの手紙がポストに投函されるが、そのたびにコンロで燃やしている。
- 知り合いから誘われて行ったキャバクラで本八幡botについた嬢がフォロワーだったことがある。なお黒シャツを着ていたせいで別の嬢からボーイと間違われ、「グラスまだ！？」などと怒られた。
- 電気代の払い忘れで家の電気を止められ、やむなく近くのJホテルに宿泊したことがある。宿泊した部屋では突然電気が消えるなどの怪現象に見舞われ、眠れないまま朝を迎えた。
- 本八幡botのモデルとなった「市川駅bot」が存在していた時期がある。市川駅botのアカウント消滅時、本八幡botに言い残した「あとは任せた」とのメッセージから、街のためになることをするアカウントになることを決意。